# (200172) 1999 FV79
(200172) 1999 FV79 es un asteroide perteneciente al cinturón de asteroides, descubierto el 20 de marzo de 1999 por el equipo del Sloan Digital Sky Survey desde el Observatorio de Apache Point, Sunspot (Nuevo México), Estados Unidos.

## Designación y nombre
Designado provisionalmente como 1999 FV79.

## Características orbitales
1999 FV79 está situado a una distancia media del Sol de 2,421 ua, pudiendo alejarse hasta 2,800 ua y acercarse hasta 2,042 ua. Su excentricidad es 0,156 y la inclinación orbital 3,957 grados. Emplea 1376,41 días en completar una órbita alrededor del Sol.

## Características físicas
La magnitud absoluta de 1999 FV79 es 17,1.